# 塞耶河畔维克
塞耶河畔维克（法語：Vic-sur-Seille，發音：[vik syʁ sɛj]）是法国摩泽尔省的一个市镇，位于该省南部，属于萨尔堡-萨兰堡区。

## 地理
塞耶河畔维克（48°46'56"N, 6°31'53"E）面积19.5 平方千米，位于法国大東部大區摩泽尔省，该省份为法国东北部内陆省份，是洛林的一部分，西南接默尔特-摩泽尔省，东临下莱茵省，北与卢森堡和德国接壤。
与塞耶河畔维克接壤的市镇（或旧市镇、城区）包括：阿拉库尔、大伯藏日、瑞夫勒库尔、莫维尔莱维克、穆瓦延维克、萨洛讷。
塞耶河畔维克的时区为UTC+01:00、UTC+02:00（夏令时）。

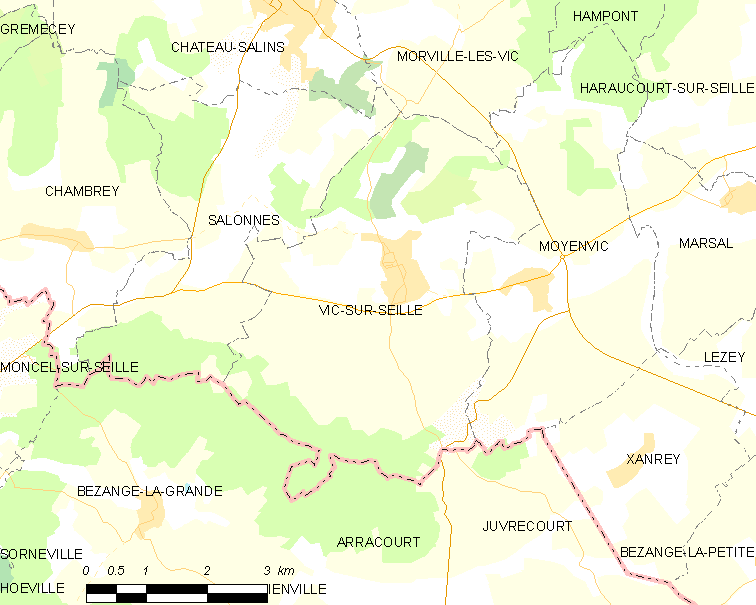
塞耶河畔维克的OSM定位图

## 行政
塞耶河畔维克的邮政编码为57630，INSEE市镇编码为57712。

## 政治
塞耶河畔维克所属的省级选区为索努瓦县。

## 人口

1962-2008年间塞耶河畔维克人口变化图示

塞耶河畔维克于2022年1月1日时的人口数量为1325人。